# چکدره
چکدره (به انگلیسی: Chakdara) یک شهر در پاکستان است که در خیبر پختونخوا واقع شده‌است. چکدره ۶۹۳ متر بالاتر از سطح دریا واقع شده‌است.